# Gårdstjärnen (Sundsjö socken, Jämtland, 698920-146507)
Gårdstjärnen är en sjö i Bräcke kommun i Jämtland och ingår i Ljungans huvudavrinningsområde.